# 希爾·阿里汗
希爾·阿里汗（1792年—1845年），中亞浩罕汗國可汗，1842年6月到1845年在位。他是和穆罕默德·胡達雅爾汗和穆罕默德·馬拉伯克汗的父親，也是烏馬爾汗和阿里姆汗的堂兄。在一次反布哈拉埃米爾國佔領圴群眾起義後，他驅逐納斯魯拉留下的傀儡易卜拉欣後自稱可汗。他努力使汗國從布哈拉部隊短暫而破壞性的佔領中恢復過來。1843年，他設法將塔什干重新吞併到汗國，並控制曾經是汗國的一部分的其他幾個地區。
在1845年，他在奧什被吉爾吉斯族欽察部千夫長穆蘇曼庫里推翻他。阿里姆·汗的兒子穆拉德伯克殺害了希爾·阿里並被簡單宣佈為可汗，但很快就被推翻，因為他被人們視為布哈拉的傀儡。